# QQ词典

QQ词典桌面版的普通窗口模式

QQ词典是腾讯公司推出的词典软件，有网页版、桌面版等多个版本。

## 简介
2010年5月，腾讯公司推出QQ词典桌面版，分为精简版和增强版两种版本。软件提供词语基本解释、网络解释和例句、百科内容等功能。支持屏幕取词，取词窗口中支持二次查询。增强版词典提供中英文各100万词库，增强离线翻译体验。精简版安装程序6.6MB，增强版50MB，增强版安装后体积255MB。
腾讯同期推出了QQ词典网页版，提供中英文词典服务，查询结果与桌面版相同，并提供查询历史记录，仅不支持屏幕取词功能。
2013年7月18日的更新（版本：1.1.147.400）发布后，QQ词典未再更新，伴随着官方网站的关闭，腾讯放弃了QQ词典项目。

## QQ云词典
2010年12月，腾讯推出QQ云词典，基于云计算技术，通过Bookmarklet方式提供网页内查词功能。